# Blanes Golden Cup
La Golden Cup fue una competición internacional de hockey sobre patines  de carácter amistoso organizada por el Blanes Hoquei Club desde 2004. Contaba con el reconocimiento de la Federación Internacional de Patinaje (FIRS), por lo que su reglamentación sigue los cánones internacionales oficiales. Tenía como finalidad promocionar la selección de Cataluña en su intento de ser admitida en las competiciones internacionales, y junto a ella participaban las principales selecciones mundiales del deporte así como el club organizador.
Se disputaba en Blanes, un municipio de Cataluña (España), desde 2004, y en algunas ediciones (2005, 2006 y 2007) adoptó el nombre de Grup Tarradellas Cup o Tarradellas Cup y la de Blanes Golden Cup Memorial Àlex Ros (2010). En todas las ediciones ha habido competición masculina y en algunas de ellas también femenina.
En el 2012, por motivos económicos, derivados principalmente de la pérdida de subvenciones públicas, se decidió posponer la competición, sin que haya vuelto a organizarse posteriormente.
El equipo con más títulos es la selección de Cataluña con 6 torneos masculinos y 3 femeninos.

## Historial

### Categoría masculina
| Año  | Ganador   |
| ---- | --------- |
| 2004 | Cataluña  |
| 2005 | Cataluña  |
| 2006 | Blanes HC |
| 2007 | Blanes HC |
| 2008 | Cataluña  |
| 2009 | Cataluña  |
| 2010 | Cataluña  |
| 2011 | Cataluña  |

### Categoría femenina
| Año  | Ganador  |
| ---- | -------- |
| 2006 | Cataluña |
| 2007 | Cataluña |
| 2009 | Cataluña |
| 2010 | Chile    |